# Tamanami
Le Tamanami (玉波) était un destroyer de classe Yūgumo en service dans la Marine impériale japonaise pendant la Seconde Guerre mondiale.

## Historique
Le 7 juillet 1944, le Tamanami escortait le pétrolier Kokuyo Maru de Singapour vers Manille (Philippines), lorsqu'il fut torpillé par le sous-marin USS Mingo (en), à 280 km (173,98393376 mi) à l'ouest-sud-ouest de Manille (13° 55′ N, 118° 30′ E). Le navire coule rapidement avec la totalité de son équipage.